# Okraj Trašijangce
Okraj Trašijangce (Trashiyangtse)  (Dzongkha: སྤ་རོ་རྫོང་ཁག་; Wylie: Bkra-shis Gyang-tse rdzong-khag) v Butanu, je administrativna upravna enota (dzongkhag) v vzhodni pokrajini ( dzongdey).  Ustanovljen je bil leta 1992, ko je bil okraj izločen iz velikega okraja Trašigang.  Center okraja je v mestecu Trashiyangtse.  Podnebje okraja je na jugu sub-tropsko in alpsko na severu.

## Jeziki
Prebivalci v okraju, znani kot Yangtseps, so budisti,  govorijo tri glavne jezike. Na severu, vključujoč vaške skupnosti  Bumdeling in Toetsho, prebivalci govorijo jezik Dzala. Na jugu govorijo jezik  Tshangla (Sharchopkha), ki je  lingua franca vzhodnega Butana in ga govorio v  vaških skupnostih Jamkhar, Khamdang in Ramjar. V Tomzhangtshen  pa prebivalci govorijo jezik Chocangacakha.

## Geografija
Okraj Trašijangce meji na zahodu na okraja  Lunce in Mongar,  na severu na Tibet oziroma Kitajsko, na Indijo na vzhodu, in okraj Trašigang na jugu.

## Upravno-administrativna delitev
Okraj Trašijangce sestavlja 8 vasi (vaških skupnosti) (ali gewogov):
- Bumdeling
- Džamkhar (Jamkhar)
- Khamdang
- Ramdžar (Ramjar)
- Toetsho
- Tomžangčen (Tomzhangtshen)
- Trašijangce (Trashiyangtse)
- Jalang (Yalang)

## Kulturne  in naravne znamenitosti
Med pomembnimi kulturnnimi in naravnimi spomeniki, ki jih najdemo v Trašijangce okraju so:
- Chorten Kora,  ob robu mesteca Traši Jangce,
- Naravni rezervat Kulong Chu, ki je bil proglašen leta 1993 in je del večjega  naravnega rezervata Bumdeling. Bumdeling rezervat pokriva severno polovicol okraja  (vaške skupnosti  Bumdeling  in Yangtse), ter večji del sosednjega okraja.[2]
- Grad (stari) Trašijangce (Dzong), ob vhodu  v zgornji konec doline, zgrajen za obrambo proti vdorom Tibetancev, ki je obnovljen leta 1975.

## Gospodarstvo
Kmetje v Trašijangce pridelujejo koruzo, riž, pšenico, ječmen in ajdo.  Pomembna gospodarska aktivnost v okraju je obdelava lesa in izdelava papirja. Območje je tudi prezimovališče za ogrožene črnovrate žerjave.

## Poglej tudi
- Okraji v Butanu
- Provinca Kurtoed